# Asterismo (tipografia)

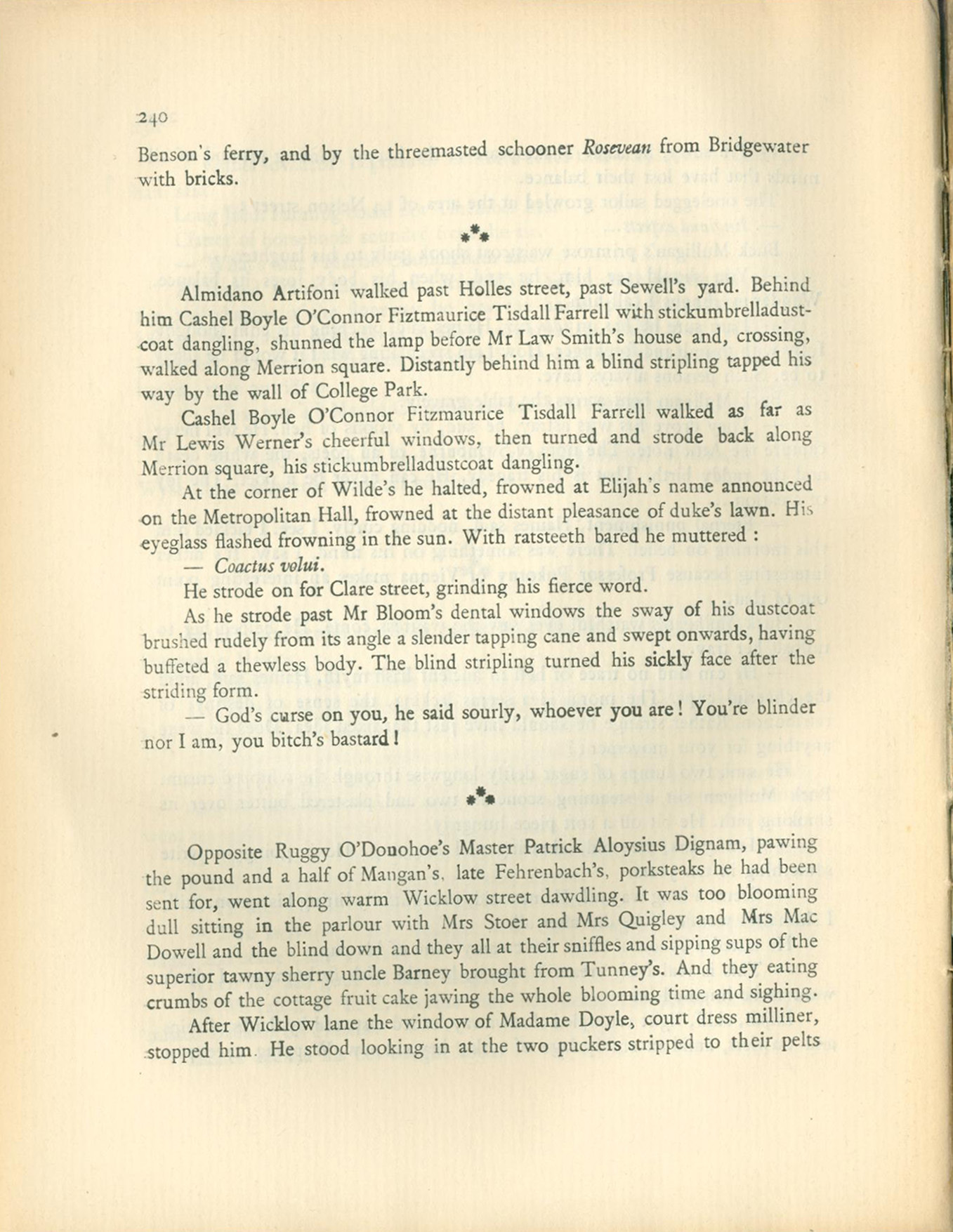
Asterismos usados no romance Ulisses de James Joyce, o capítulo "Wandering Rocks", da edição de 1922. A edição de 1961 usou uma estrela branca oca (☆), e a edição de 1984 usou uma linha de três asteriscos

Na tipografia, um asterismo (⁂) é um símbolo tipográfico que consiste em três asteriscos colocados em um triângulo, usado para diversos fins. O nome se origina do termo astronômico para um grupo de estrelas.
Um asterismo é usado para chamar a atenção para uma passagem ou para separar subcapítulos de um livro. Seu código Unicode é U 2042 (⁂). O asterismo é às vezes substituído por três ou mais asteriscos ou pontos. Também pode ser substituído por um espaço extra entre dois parágrafos para indicar uma separação entre subcapítulos.
O caractere se assemelha, mas não deve ser confundido com o símbolo ∴ (caractere Unicode U+2234), de formato semelhante, mas construído com três pontos. Este símbolo é usado na lógica para significar "portanto", em oposição à sua forma inversa, ∵, que significa "por que".